# Shanyder Borgelin
Shanyder Borgelin (Margate, 2001. október 19. –) amerikai születésű haiti válogatott labdarúgó, a dán Vendsyssel csatárja.

## Pályafutása

### Klubcsapatokban
Borgelin a floridai Margate városában született. Az ifjúsági pályafutását az Inter USA és a Philadelphia Union csapatában kezdte, majd az Inter Miami akadémiájánál folytatta.
2023-ban mutatkozott be az Inter Miami észak-amerikai első osztályban szereplő felnőtt keretében. Először 2023. február 26-án, a Montréal ellen hazai pályán 2–0-ás győzelemmel zárult bajnoki 68. percében, Josef Martínez cseréjeként lépett pályára, majd nyolc perccel később megszerezte első gólját is a klub színeiben.
2024. augusztus 8-án a dán Vendsysselhez igazolt.

### A válogatottban
Borgelin az U20-as korosztályú válogatottban is képviselte Haitit.
2021-ben debütált a felnőtt válogatottban. Először a 2021. szeptember 1-jei, Bahrein ellen 6–1-re elvesztett mérkőzés 69. percében, Soni Mustivart váltva lépett pályára.

## Statisztikák
2024. augusztus 10. szerint.
| Klub                           | Szezon   | Osztály          | Bajnokság | Bajnokság | Kupa  | Kupa | Nemzetközi | Nemzetközi | Összesen | Összesen |
| Klub                           | Szezon   | Osztály          | Meccs     | Gól       | Meccs | Gól  | Meccs      | Gól        | Meccs    | Gól      |
| ------------------------------ | -------- | ---------------- | --------- | --------- | ----- | ---- | ---------- | ---------- | -------- | -------- |
| Inter Miami                    | 2023     | MLS              | 10        | 1         | 3     | 1    | —          | —          | 13       | 2        |
| Inter Miami                    | 2024     | MLS              | 6         | 0         | 0     | 0    | —          | —          | 6        | 0        |
| New Mexico United (kölcsönben) | 2023     | USL Championship | 11        | 0         | 0     | 0    | —          | —          | 11       | 0        |
| Összesen                       | Összesen | Összesen         | 27        | 1         | 3     | 1    | 0          | 0          | 30       | 2        |

### A válogatottban
| Válogatott | Év       | Pályára lépés | Gól |
| ---------- | -------- | ------------- | --- |
| Haiti      | 2021     | 2             | 0   |
| Haiti      | 2022     | 1             | 0   |
| Haiti      | 2023     | 2             | 0   |
| Összesen   | Összesen | 5             | 0   |

## Sikerei, díjai
Inter Miami
- Leagues Cup
  - Győztes (1): 2023